# Matchroom Professional Championship 1986
Die Matchroom Professional Championship 1986, auch Matchroom Trophy 1986, war ein professionelles Snooker-Einladungsturnier, das vom 17. bis zum 24. September 1986 im Rahmen der Saison 1986/87 in Cliffs Pavillon im englischen Southend-on-Sea ausgetragen wurde. Sieger wurde Willie Thorne, der im Finale den dreifachen Weltmeister Steve Davis mit 10:9 besiegte. Zudem spielte Thorne mit einem 137er-Break das einzige Century Break und damit das höchste Break des Turnieres.

## Preisgeld
Promotet wurde das Turnier von Matchroom Sport, einem Management-Unternehmen von Barry Hearn, bei dem alle Teilnehmer unter Vertrag standen. Mit 100.000 Pfund Sterling war es eines der am besten dotierten Turniere jener Saison. Die Hälfte davon erhielt allein der Sieger.
|              | Preisgeld |
| ------------ | --------- |
| Sieger       | 50.000 £  |
| Finalist     | 20.000 £  |
| Halbfinalist | 10.000 £  |
| Erste Runde  | 5.000 £   |
| Insgesamt    | 100.000 £ |

## Turnierverlauf
Die sechs Spieler spielten den Turniersieger im K.-o.-System aus. Die beiden besten Matchroom-Spieler, der dreifache Weltmeister Steve Davis und der Weltmeister von 1985, Dennis Taylor, waren direkt für das Halbfinale gesetzt, die übrigen vier Spieler mussten zunächst in einer ersten Runde gegeneinander antreten. Die erste Runde und das Halbfinale fanden im Modus Best of 11 Frames statt, das Finale im Modus Best of 19 Frames.
| Erste Runde Best of 11 Frames | Erste Runde Best of 11 Frames |   |  | Halbfinale Best of 11 Frames | Halbfinale Best of 11 Frames |  |               | Finale Best of 19 Frames | Finale Best of 19 Frames |
|                               |                               |   |  |                              |                              |  |               |                          |                          |
| Willie Thorne                 | 6                             |   |  | Dennis Taylor                | 5                            |  |               |                          |                          |
| Neal Foulds                   | 3                             |   |  | Willie Thorne                | 6                            |  |               |                          |                          |
|                               |                               |   |  |                              |                              |  | Willie Thorne | 10                       |                          |
|                               | Steve Davis                   | 9 |  |                              |                              |  |               |                          |                          |
| Terry Griffiths               | 6                             |   |  | Steve Davis                  | 6                            |  |               |                          |                          |
| Tony Meo                      | 3                             |   |  | Terry Griffiths              | 2                            |  |               |                          |                          |

### Finale
Mitfavorit Steve Davis hatte ohne Probleme das Finale erreicht, während Dennis Taylor im Halbfinale knapp gegen Willie Thorne verloren hatte. Auch das Finale war eine knappe Angelegenheit. Erst zur Mitte des Spieles schaffte es mit Willie Thorne einer der beiden Spieler, mit mehr als einem Frame in Führung zu gehen, als er zeitweise mit 6:4 und 7:5 führte. Anschließend konnte aber Steve Davis das Spiel drehen und selbst mit 7:9 in Führung gehen, ehe Thorne doch noch zurückschlagen konnte. Er gewann die nächsten Frames und erkämpfte sich damit den 10:9-Sieg.
| Finale: Best of 19 Frames Cliffs Pavillon, Southend-on-Sea, England, 24. September 1986                                                                  |                |             |
| Willie Thorne | 10:9           | Steve Davis |
| 126:2 (86), 24:77, 69:31, 17:73, 28:83, 111:9 (96), 77:52, 0:87, 91:28, 103:22, 7:95, 95:36, 60:68 (T. 56, D. 61), 8:71, 14:92, 6:90, 64:54, 66:10, 95:7 |                |             |
| 96 | Höchstes Break | 61          |
| – | Century-Breaks | –           |
| 3 | 50+-Breaks     | 1           |